# Jardí d'hort

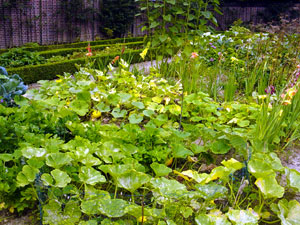
Hort comunitari

Un jardí d'hort és un jardinet o una part d'un jardí on es practica l'agricultura de subsistència, és a dir destinat al consum familiar. Té doncs essencialment una funció utilitària, però al mateix temps aquest tipus de jardineria és un passatemps agradable i de vegades una passió. Aquest tipus de jardí està sovint ordenat en taules

## Estructura de l'hort

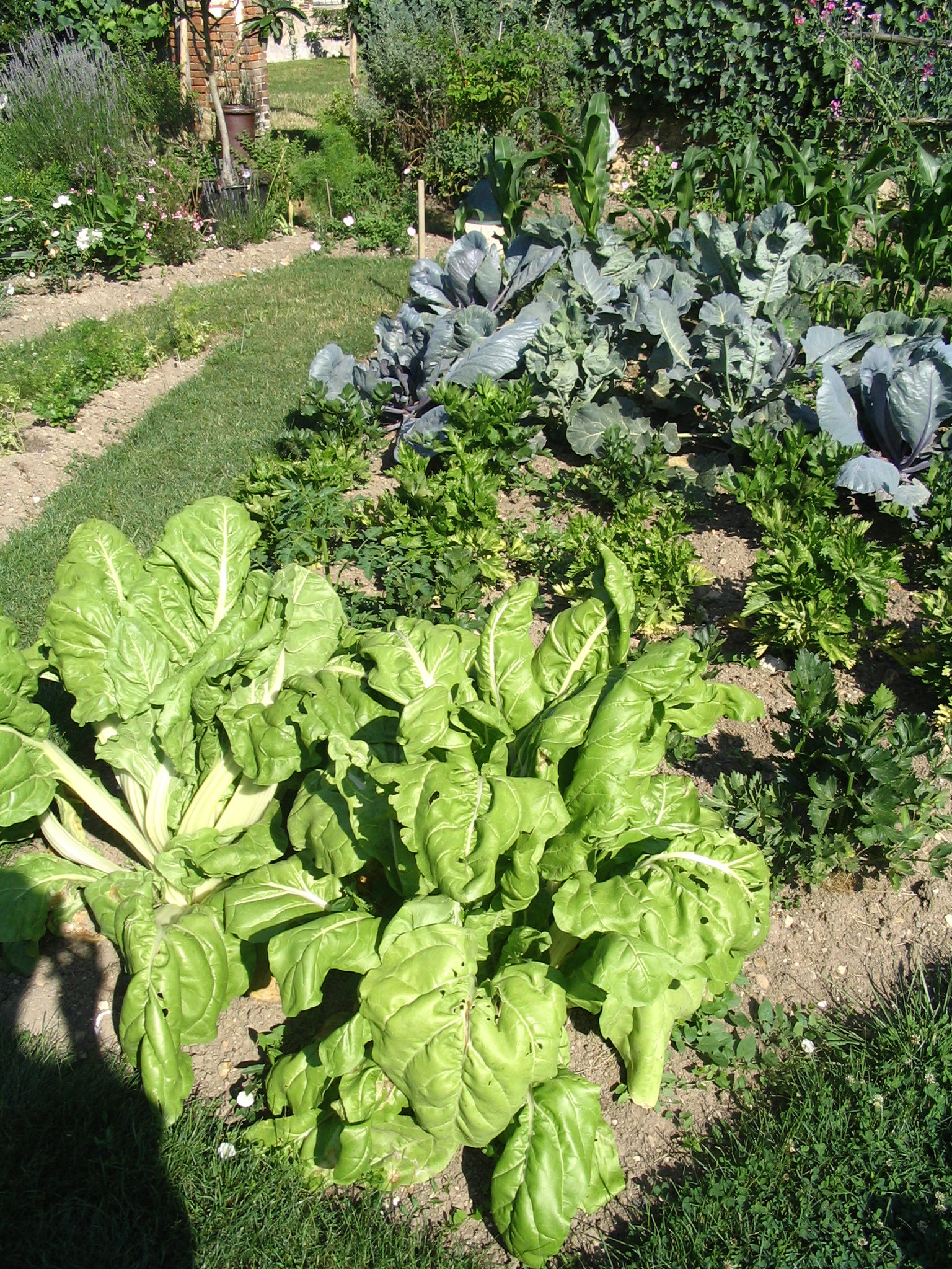
Hort a La Ferté-Loupière (Yonne)

Es recomana sovint de descompondre l'hort en quatre parts iguals on es plantaran els diferents tipus amb llegums sobretot:
- les plantes d'arrels:  patates, pastanagues,  cols, coliflors, porros, carxofes, rave, raves negres, espàrrecs, all, cebes,  escalunyes.
- les plantes de fulla: enciam i xicoira, espinacs, plantes condimentàries o fines herbes.
- les plantes de fruites o de llegums:  tomàquets, pebrots,  carabassons, cucurbitàcies,  cogombres, cogombres petits,  melons, pèsols, fesols blancs, vermells o verds,  maduixeres.

- una rotació de conreus preparats amb adob verd: mostassa, Phacelia, alfals.

Tanmateix, per evitar una competència entre les plantes del mateix gènere, val més seguir les regles d'associacions de plantes companyes.
Cada any es canvien els conreus de parcel·la, el que permet no esgotar la terra conreant sempre les mateixes espècies al mateix lloc.
Es poden igualment plantar flors (com cosmos o clavell d'Índies (Tagetes patula) per exemple) pel plaer dels ulls però també per la seva capacitat per atreure certs pol·linitzadors o rebutjar certs paràsits.
Els arbres fruiters s'han de col·locar al verger i no a l'hort per no fer massa ombra a les plantes de l'hort.
El conreu de llegums a major escala, amb l'objectiu de comercialitzar-los, és l'horticultura.

## Jardins d'hort destacables
- El potager du roi a Versalles (Yvelines)
- El potager du château de la Roche-Guyon (Val-d'Oise)
- Els jardins del château de Villandry (Indre-et-Loire)
- El potager extraordinaire a la Mothe-Achard (Vendée)
- L'hort florit del castell de Saint-Jean-de-Beauregard (Essonne)
- L'hort del parc floral de la Source, Orleans (Loiret)
- L'hort del castell de La Bourdaisière a Montlouis-sur-Loire (Indre-et-Loire)
- El Jardí de Saint-Pierre-sur-Dives (Calvados)
- El potager des oiseaux al 3r arrondissement de París
- Els jardins d'hort del château-Dauphin, descrits per Montaigne, a Pontgibaud (Puy-de-Dôme)